# Немцев, Илларион Елисеевич
Илларион Елисеевич Немцев (род. 1929) — советский передовик деревообрабатывающей промышленности, бригадир малой комплексной лесозаготовительной бригады Лениногорского леспромхоза. Герой Социалистического Труда (1971).

## Биография
Родился в 1929 году в посёлке Вдовино, Риддерского района Восточно-Казахстанской области в рабочей семье.
С 1942 года в период Великой Отечественной войны начал трудовую деятельность в сельпо. С 1949 по 1951 годы служил в рядах Советской Армии.
С 1951 по 1955 годы — шофер Андреевского рудника Лениногорского полиметаллического комбината и Леспромхоза.
С 1955 по 1972 годы — лесоруб и бригадир малой комплексной лесозаготовительной бригады. Бригада под руководством И. Е. Немцева на протяжении всей семилетки (1959—1965) значительно перевыполняла производственный план и полностью выполняла взятые на себя социалистические обязательства.
17 сентября 1966 года Указом Президиума Верховного Совета СССР «за выдающиеся трудовые достижения» Илларион Елисеевич Немцев был награждён Орденом Ленина.
И. Е. Немцев выступил инициатором — выполнить восьмую пятилетку за четыре с половиной года. Пятилетний план бригада, которой руководил И. Е. Немцев, выполнила за три с половиной года, дав стране сверх плана — 20 тысяч кубометров древесины.
23 июня 1966 года Указом Президиума Верховного Совета СССР «за весомый вклад в лесозаготовительное дело и выдающиеся успехи в выполнении заданий пятилетнего плана» Илларион Елисеевич Немцев был удостоен звания Героя Социалистического Труда с вручением Ордена Ленина и золотой медали «Серп и Молот».
С 1972 года — шофёр участка Сакмариха Лениногорского леспромхоза объединения Казлес.
Избирался депутатом Лениногорского городского Совета депутатов трудящихся, членом парткома и цехового комитета профсоюза Сакмарихинского лесоучастка.
Жил в Восточно-Казахстанской области.

## Награды
- Медаль «Серп и Молот» (7.05.1971)
- Орден Ленина (17.09.1966, 7.05.1971)